# Sobral, Ceará

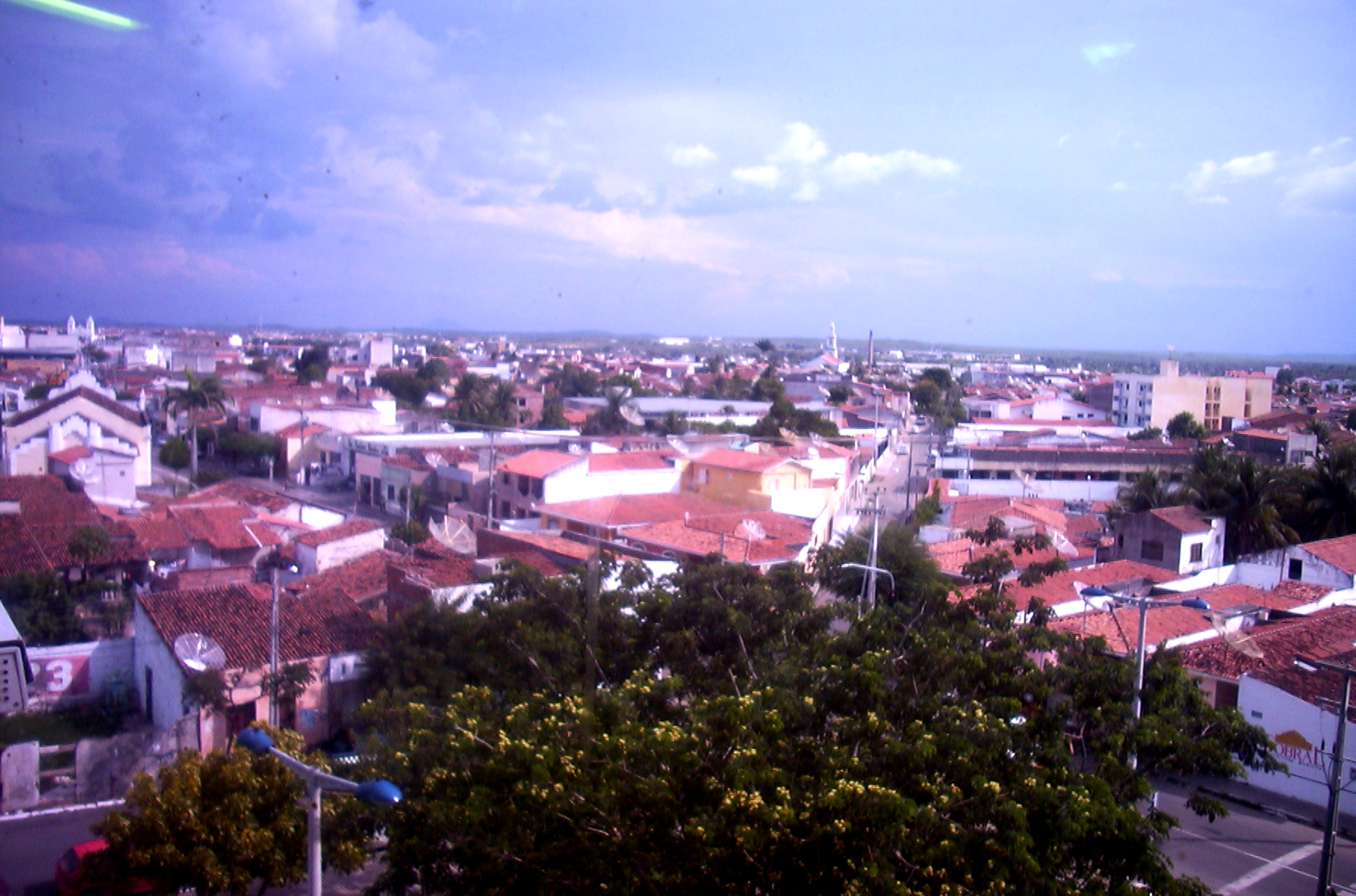

Sobral este un oraș în statul Ceará (CE) din Brazilia.